# Mary Agard Pocock
Mary Agard Pocock (1886, Rondebosch - 1977) fue una botánica, y algóloga sudafricana.

## Biografía
Natural de Rondebosch, era hija de William Pocock y de Elizabeth Dacomb. Acudió al Bedford High School de Bedfordshire y al Cheltenham Ladies' College.
Se graduó en la Universidad de Londres en 1908, posteriormente volvió a Sudáfrica. En 1917 continuó su formación en la Universidad de Cambridge, pero como en esa universidad aún no existían grados doctorales para mujeres; validó su tesis en la Universidad de Londres en 1921. Subsecuentemente, vivió en Sudáfrica, aunque tuvo estancias prolongadas de trabajo en Estados Unidos, Pocock estudió, especialmente, algas.
Sin embargo, su reputación destacada la obtuvo por sus expediciones en búsqueda de nuevas plantas. Pocock pasó entre abril y octubre de 1925, en la estación seca, en Rodesia del Norte (actual Zambia) y Angola después de recolectar millares de ejemplares de la flora local, como se explica en los estudios ulteriores.

## Honores
En su nombre, Nicholas Edward Brown le dedicó Lampranthus pocockiae, una aizoácea y Volvox pocockiae R.C.Starr, una clorofita.

## Obra
- MA Pocock; Harvey. Harvey's Nereis Australis. Taxon, Vol. 17, N.º 6. 1968. pp. 725
- MA Pocock. 1933. Volvox in South Africa. Ann. South Afr. Mus. 16: 523-625
- Marion S. Cave; MA Pocock. 1956. The Variable Chromosome Number in Astrephomene gubernaculifera. American Journal of Botany. 43. 122-134